# Serge Michenaud
Serge Michenaud est un poète et dramaturge français né à Machecoul le 3 novembre 1923 et décédé à Bordeaux le 31 octobre 1973.

## Prix
Il obtient le Prix Guillaume-Apollinaire en 1972 pour Scorpion Orphée aux éditions Guy Chambelland.

## Œuvres
- 1951 : Défense des Bien-Aimées (Éditions Signes du Temps)
- 1971 : Scorpion-Orphée (Éditions Guy Chambelland)
- 1972 : Lieu et Marges de la Parole (Éditions Guy Chambelland)
- 1975 : Pays par les Mutants Environné (Éditions Guy Chambelland, posthume)
- Inachevés : Version du Corps dressé comme une Herbe et Les Enfants de la Terre
- 2018 : Publication à titre posthume de tous ses poèmes, y compris les inachevés aux éditions Domens avec une préface de Frédéric Jacques Temple[3]